# Ruth Bleier
Ruth Harriet Bleier (1923-1988) est une neurophysiolgiste américaine, l'une des premières chercheuses féministes à explorer comment les préjugés sexistes ont façonné la biologie.  

## Jeunesse et éducation
Ruth Harriet Bleier naît à New Kensington (Pennsylvanie), le 17 novembre 1923. Elle obtient son BA en 1945 de l'Université de Goucher et son diplôme de médecine du Woman's Medical College de Pennsylvanie en 1949. Elle fait son internat à l'hôpital du Sinaï à Baltimore (Maryland), puis pratique la médecine générale dans le centre-ville de Baltimore pendant dix ans. Elle épouse Leon Eisenberg, et ensemble, ils élèvent deux enfants et dirigent une clinique médicale pour la population défavorisée de Baltimore. 

## Carrière
Ruth Bleier défend les droits civiques auprès du Maryland Committee for Peace au début des années 1950 et plaide pour la fin de la guerre de Corée. Ceci lui vaut une assignation à comparaître du House Un-American Activities Committee (HUAAC) dirigé à l'époque par le sénateur Joseph McCarthy. En raison de son manque de coopération, elle est placée sur la liste noire du HUAAC ce qui entraîne la perte de sa capacité légale à pratiquer la médecine.  
Elle retourne à l'École de médecine de l'Université Johns Hopkins en 1957 pour étudier la neuro-anatomie avec le professeur Jerzy Rose, complétant sa bourse postdoctorale en 1961. Elle abandonne la pratique médicale afin d'enseigner la psychiatrie et la physiologie au laboratoire de neuro-anatomie Adolph Meyer. Elle rejoint ensuite le département de neurophysiologie de l'Université du Wisconsin-Madison en 1967. Elle travaille en même temps avec le Weisman Center of Mental Retardation et le Wisconsin Regional Primate Center. Elle est une autorité reconnue de l'hypothalamus animal sur lequel elle a publié trois ouvrages. 

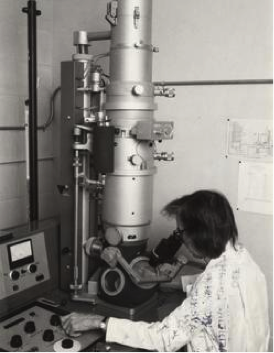
Ruth Bleier, 1980

Dans les années 1970, Ruth Bleier remarque comment les sciences biologiques sont affectées par le sexisme et d'autres biais culturels et se consacre à l'application des analyses féministes aux pratiques et aux théories scientifiques. Elle s'oppose à l'idée de la sociobiologie comme explication des rôles de genre conventionnels. Dans son travail, elle démontre que le genre, la sexualité et la science ne sont pas des données figées et neutres, mais changent constamment en réponse aux valeurs et aux idées sociales. Elle se consacre également à l'amélioration de l'accès et de la place des femmes dans l'enseignement supérieur.  
Ses livres sur la biologie et le féminisme, Science and Gender: A Critique of Biology and Its Theories on Women (Science et Genre : une critique de la biologie et de ses théories sur les femmes, 1984) et Feminist Approaches to Science (Approches féministes de la science, 1986), sont des références pour l'exploration des différences biologiques des sexes et les origines de différences entre les sexes. 
Ruth Bleier devient membre fondatrice de l'Association des femmes universitaires de l'Université du Wisconsin-Madison qui exige que l'administration réévalue le statut et les salaires des enseignantes et rectifie les inégalités. L'Association réussi à obtenir l'égalité des  rémunérations des hommes et des femmes travaillant à l'université. Elle participe à l'établissement du programme d'études pour femmes en 1975. 

## Vie privée
Ruth Bleier fait son coming-out après son divorce et se bat pour créer des droits lesbiens au sein du mouvement des femmes. Elle créé un restaurant dédié aux lesbiennes, appelé « Lysistrata », organise des événements sociaux lesbiens, une librairie féministe et plaide pour le droit à l'avortement avec sa partenaire, Elizabeth Karlin.

## Mort et héritage
Ruth Bleier décède le 4 janvier 1988 d'un cancer à l'âge de soixante-quatre ans.  
L'Université du Wisconsin décerne chaque année les bourses Ruth Bleier afin d'encourager les jeunes femmes à entreprendre des carrières en sciences naturelles, en médecine ou en ingénierie, et le Département d'histoire de la médecine de l'Université du Wisconsin a créé une chaire en son honneur.  